# Thunderbird Classic 1973
Il Thunderbird Classic 1973 è stato un torneo di tennis giocato sul cemento. È stata la 3ª edizione del torneo, che fa parte del Virginia Slims Circuit 1973. Si è giocato a Phoenix negli USA, dal 1° al 7 ottobre 1973.

## Campionesse

### Singolare
Billie Jean King ha battuto in finale  Nancy Richey con il punteggio di 6–1, 6–3

### Doppio
Kerry Harris /  Kerry Reid hanno battuto in finale  Rosie Casals /  Billie Jean King con il punteggio di 6–4, 6–4